# Албычев, Василий Иванович
Василий Иванович Албычев (1781—1825) — русский живописец.

## Биография
Родился в 1781 году в семье коллежского секретаря. Учился в батальном классе Императорской Академии художеств (1800—1805). В 1802 году удостоен малой серебряной медали за рисунок с натуры. В 1803 году получил малую золотую медаль  за картину «Сражение европейцев с азиатами» и аттестат 1-й степени со шпагой. Был оставлен при Академии художеств.
В 1806-1809 годах по договору с заводчиком Н. Н. Демидовым работал в художественной школе в Нижнем Тагиле. В 1813-1822 годах писал иконы для церквей.
В музее Российской академии художеств в Санкт-Петербурге хранится его картина «Натурщики» (1802).